# Mercy for Animals
Mercy for Animals (MFA) es una organización internacional sin fines de lucro de protección animal, fundada en 1999 por Milo Runkle. La misión de MFA es «prevenir casos de crueldad contra los animales de granja e incentivar elecciones alimentarias y políticas compasivas».

## Historia

### 1999–2007: Fundación e inicios
En Mercy For Animals: One Man's Quest to Inspire Compassion and Improve the Lives of Farm Animals, publicado en 2017, Milo Runkle escribió que fundó MFA después de que un profesor de biología en su escuela secundaria rural de Ohio llevara lechones muertos a la clase para diseccionarlos. No obstante, uno de los lechones todavía estaba vivo, así que un estudiante que trabajaba en la granja del profesor agarró al lechón y lo golpeó de cabeza contra el suelo. El incidente fue controvertido en la comunidad; sin embargo, un juez dictaminó que la acción del estudiante era legal porque era una «práctica agrícola estándar».
Milo escribe que la injusticia pesó mucho sobre él, lo que lo llevó a crear una organización con la misión de proteger a los animales de granja.
MFA realizó sus primeras investigaciones en 2001. Los investigadores entraron de noche en dos granjas de huevos de Ohio cinco veces a lo largo de varias semanas. Recopilaron horas de grabaciones, dieron agua a gallinas deshidratadas y rescataron a otros pájaros que sufrían.
Estos rescates abiertos aparecieron en los titulares de todo el estado. Incluso la estación de noticias de televisión más grande de Ohio en ese momento emitió las grabaciones, promocionando el segmento como «El video que la industria del huevo no quiere que veas».
Al año siguiente, los investigadores de MFA grabaron imágenes desde el interior de otra granja industrial en Ohio, Weaver Bros. Egg Farm. Alrededor de cinco horas de video mostraban a miles de gallinas en jaulas, pájaros atrapados entre alambres de púa incapaces de acceder a comida o agua, y animales muertos pudriéndose al lado de otros pájaros que aún ponían huevos para el consumo humano. MFA utilizó las imágenes para desacreditar una nueva etiqueta de «Animal Care Certified que anunciaba que las gallinas se criaban sin crueldad».
MFA pidió a los fiscales que investigaran y presentaran cargos contra estas granjas, pero esto no llegó a realizarse.

### 2008–2010: Investigaciones encubiertas y legislación estatal
Los investigadores actuales de MFA obtienen empleo en granjas industriales y mataderos para documentar las condiciones. Estar en las instalaciones durante largos periodos de tiempo permite a los investigadores registrar los malos tratos repetidos y demostrar que la crueldad es sistemática y continua, lo que puede dar lugar a condenas por crueldad animal, políticas corporativas de bienestar animal y nueva legislación.
En 2008, los defensores de los derechos de los animales organizaron una campaña popular en toda California para aprobar la Proposición 2, una iniciativa electoral de estado que requería que las gallinas ponedoras de huevos, las cerdas preñadas y los terneros criados para carne de ternera tuvieran suficiente espacio para acostarse, pararse, extender completamente sus miembros y darse la vuelta. MFA publicó imágenes de la investigación desde dentro de dos de las mayores granjas de huevos de California, Gemperle Enterprises y Norco Ranch, justo dos semanas antes de la votación. Se consiguió aprobar la Proposición 2, y hasta el momento, sigue considerándose una de las legislaciones de protección animal de granja más significativas jamás promulgadas en los Estados Unidos.
Un año después, los investigadores de MFA en Maine descubrieron que trabajadores y gerentes en una granja de huevos mataban a las aves agarrándolas por el cuello y balanceándolas en el aire. MFA entregó las grabaciones a la policía estatal, que a su vez allanó la instalación. El propietario de la instalación se declaró culpable de 10 cargos de crueldad animal y acordó pagar más de $130,000 en multas y restituciones, la mayor penalización financiera jamás impuesta contra una granja industrial en Estados Unidos.
En 2010, varias organizaciones, incluida MFA, lanzaron una campaña para promulgar legislación en Ohio que protegiera a los animales de granja. La Oficina de Agricultura de Ohio se negó a reunirse con la coalición hasta que una investigación de MFA en una granja lechera de Ohio mostró a trabajadores apuñalando vacas con horquillas, golpeándolas con palancas y retorciéndoles la cola hasta romperles los huesos. Después de la publicación de la investigación, la Oficina de Agricultura de Ohio finalmente acordó reunirse con los grupos y promulgó reformas en el bienestar animal de granja.

### 2011–2013: Exposiciones en Canadá, campañas corporativas y condenas por crueldad
Impulsado por el progreso en los Estados Unidos, MFA se expandió a Canadá en 2012. La primera exposición de MFA sobre la industria porcina canadiense provocó que los ocho principales supermercados del país eliminaran de forma gradual las jaulas de gestación de sus cadenas de suministro. Un informante documentó a trabajadores disparando pernos de metal en la cabeza de los cerdos, lo que los dejaba a inconscientes a la mayoría durante minutos. También los encontraron cortando los testículos de los lechones sin analgésicos, mientras que otros golpeaban a los lechones de cabeza contra el suelo para matarlos. El programa de noticias popular de Canadá, W5, transmitió las imágenes a nivel nacional.
La industria porcina de Canadá también se comprometió a eliminar de forma gradual las jaulas de gestación a nivel nacional, y los productores de cerdos acordaron dejar de mutilar a los lechones sin alivio del dolor.
Las imágenes captadas por MFA en dos proveedores de Alberta para Burnbrae Farms (en ese momento, un proveedor de huevos para McDonald's Canada), llevaron a aproximadamente 120,000 canadienses a solicitar a McDonald's que prohibiera las jaulas para las gallinas ponedoras de huevos en la cadena de suministro de la compañía. Después de la exposición y la protesta pública, McDonald's anunció una política para eliminar las jaulas para gallinas de sus granjas proveedoras en América del Norte. Casi toda la industria alimentaria canadiense siguió el ejemplo.
En Estados Unidos, MFA llevó a cabo investigaciones dentro de las granjas de pavos que abastecen a Butterball. Los medios de comunicación como CNN, Associated Press, NBC, y USA Today informaron sobre las investigaciones, que revelaron a trabajadores golpeando violentamente a los pavos, arrastrándolos por sus alas y cuellos, golpeándolos contra cajas de transporte y dejando que muchos sufrieran lesiones e infecciones no tratadas. Motivada por las imágenes de cámaras ocultas, la policía en Carolina del Norte llevó a cabo una redada de dos días en una de las instalaciones. Como consecuencia, cinco empleados de Butterball fueron arrestados y acusados de crueldad criminal contra animales de granja. Las enjuiciamientos llevaron a la primera condena por delito grave por crueldad hacia aves de corral de granja en la historia de Estados Unidos.
Al año siguiente, MFA investigó una granja de leche en Wisconsin que abastecía a la marca de pizzas DiGiorno de Nestlé. Las imágenes encubiertas mostraron vacas golpeadas, apuñaladas y arrastradas por tractores. Después de que el video recibió atención mediática generalizada, Nestlé, la mayor empresa de alimentos del mundo, se reunió con MFA e implementó una política de bienestar animal de gran alcance.

### 2014–2016: Campañas; nuevas iniciativas; y expansión a Brasil, México, India y Asia
Tras el progreso con Nestlé, MFA se dirigió a Leprino Foods, Great Lakes Cheese, y Saputo. Después de que las investigaciones de MFA descubrieron abusos en cada una de sus cadenas de suministro, las compañías lanzaron sus propias políticas de bienestar animal.
Después de seis investigaciones de MFA en la cadena de suministro de cerdo de Walmart, tres años de campaña y presión de Bob Barker, James Cromwell, Ryan Gosling, y otras celebridades, en mayo de 2015, Walmart prohibió las jaulas de gestación, las jaulas en batería y las jaulas de terneros de sus cadenas de suministro en Estados Unidos. El gigante minorista también se comprometió a poner fin a las mutilaciones sin analgésicos, como el corte de cola, la castración y el descuerne.
Los principales supermercados de Estados Unidos, Publix, Kroger,Albertsons, y SuperValu, junto con el Consejo de Minoristas de Canadá, también se comprometieron a prohibir el confinamiento intensivo de gallinas en sus cadenas de suministro de huevos después de exposiciones o campañas de MFA.
A principios de 2016, MFA puso en marcha Good Food Institute, una organización cuya misión es crear «un suministro de alimentos saludable, humano y sostenible». Por tanto, Good Food Institute proporciona apoyo estratégico a las empresas, promueve productos a base de plantas, apoya a los emprendedores y educa a instituciones donantes, corporaciones y organismos gubernamentales sobre productos a base de plantas y carne limpia.
Por otro lado, Perdue, uno de los mayores productores de pollo del mundo, anunció un compromiso sin precedentes para mejorar el bienestar animal después de que MFA investigara dos granjas de contrato en Estados Unidos que abastecían a la empresa. La política reducirá el sufrimiento de casi 680 millones de aves al año.
En el mismo año, MFA también estableció operaciones en Brasil, México, India y Asia.
Un investigador de MFA grabó imágenes desde dentro de nueve mataderos gubernamentales en México. En dichos videos, se observó que arrastraban a los cerdos por sus extremidades hasta el piso de sacrificio y los apuñalaban múltiples veces; además, una vaca atada sufrió golpes de un mazo, y apuñalaron el costado de un cerdo acorralado con un cuchillo grande. La investigación llamó la atención de importantes medios de comunicación mexicanos como Reforma, El Universal, y Proceso.
El actor mexicano Eugenio Derbez narró un video de MFA sobre la crueldad que sufrían los animales. En una petición en línea, Eugenio escribió: «Vi con horror el video que mostraba a los animales atados, electrocutados sin razón, golpeados brutal y repetidamente con mazos, y luego apuñalados en la parte posterior de la cabeza».
En Estados Unidos, MFA también formó parte de una coalición de organizaciones que trabajaron para aprobar la Ley de Prevención de la Crueldad hacia los Animales de Granja en Massachusetts. La medida, aprobada en 2016, prohíbe algunas de las prácticas agrícolas más crueles y prohíbe la venta de huevos, carne de cerdo y ternera de animales criados en confinamiento intensivo.

### De 2017 hasta la actualidad
Después de las investigaciones en 2016, MFA trabajó con miembros del congreso mexicano para presentar una legislación federal que pondría fin a los peores métodos de sacrificio mostrados en el video encubierto. El proyecto de ley pasó por dos comités y la rama representativa del congreso de México, con casi un apoyo unánime. A partir de octubre de 2018, el proyecto de ley estaba esperando una votación en el senado.
MFA ha llevado a cabo múltiples exposiciones dentro de las granjas industriales en Brasil.
En 2018, el personal brasileño de MFA ayudó a asegurar un compromiso histórico de Carrefour, el supermercado más grande de Brasil, para eliminar las jaulas pequeñas para gallinas. Después de campañas de MFA o discusiones con MFA, decenas de otras marcas importantes en Estados Unidos, Canadá, México y Brasil, incluidas Burger King, General Mills, Jack in the Box, Pollo Pepe, Les Croissants, Loz Car, Grupo Alimento, Grupo Habib's, y Grupo Halipar, se comprometieron a cambiar la forma en que tratan a los animales.
En los últimos años, MFA también ha sido pionero en investigaciones de granjas industriales y mataderos con el uso de drones. Los drones de MFA han expuesto 35 granjas industriales, y las visualizaciones de dichos videos han superado los 22 millones.
Una investigación encubierta de 2018 sobre la industria pesquera con redes de deriva en California por MFA y una coalición de organizaciones mostró delfines enredados y ahogados en redes de deriva, especies en peligro de extinción asesinadas, y tiburones cortados y apuñalados mientras aún estaban vivos y conscientes. Las imágenes encubiertas influyeron en la legislación federal destinada a prohibir las redes de deriva.
Una investigación brasileña de 2020, centrada en la industria de exportación de animales vivos, reveló que los animales estaban confinados en barcos grandes en condiciones de hacinamiento durante semanas, normalmente acostados y cubiertos de sus propias heces. Después de llegar a su destino en el Medio Oriente, se utilizan grúas para levantar a los animales enfermos y heridos por sus extremidades. Además, en los mataderos, suelen cortar a los animales con cuchillos y los dejan sangrar hasta morir; también les cortan las extremidades y los apuñalan en la garganta.